# Bruce Beresford-Redman
Bruce Beresford-Redman foi o co-criador e produtor executivo da MTV Pimp My Ride e um ex-produtor do reality show americano Survivor, seus trabalhos de maior destaque. Ele cresceu em Woodcliff Lake, Nova Jersey e estudo na Pascack Hills High School junto com o co-criador do show Rick Hurvitz. Graduou-se na New College of Florida, em Sarasota, Flórida e é filho de David e Juanita Beresford Redman.
Em 2005 foi co-produtor executivo da série de televisão americana The Contender. Em 2009, atuou brevemente como produtor executivo de outra série de televisão, Crash Course.
Beresford-Redman juntamente com outros membros da equipe do reality show Survivor recebeu três nomeações ao prêmio Emmy.
Em 08 de abril de 2010, a esposa de Beresford-Redman, Mônica Burgos, foi encontrada morta no resort Moon Palace, em Cancún, no México, onde sua família estava de férias. Mais tarde naquele dia, Beresford-Redman foi detido e interrogado pela polícia como um potencial suspetio pela morte de sua esposa. Beresford-Redman foi liberado pela polícia durante a madrugada de 08 de abril, com a condição de não sair do México, enquanto as investigações sobre a morte de Mônica continuavam. Uma testemunha no hotel afirma ter visto o casal discutindo em 04 de abril, e Beresford-Redman teria sido visto com arranhões em seu corpo. A causa da morte de Mônica ainda não foi determinada.
Em 09 de abril de 2010, o jornal Los Angeles Times informou que Mônica havia sido estrangulada e seu corpo teria sido jogado em um esgoto perto de onde o casal estava hospedado. Mônica Burgos, seu nome de solteira, nasceu no Rio de Janeiro em 08 de abril de 1969. O casal tinha dois filhos, Alex e Camila.
Em 31 de maio de 2010, o México emitiu um mandado de detenção, considerando Beresford-Redman como o suposto assassino de sua esposa enquanto promotores mexicanos iniciaram os procedimentos de extradição para tentar trazer Beresford-Redman de volta ao México para poder ser "julgado".
Em 16 de novembro de 2010, a CNN informou que Beresford-Redman havia sido preso por agentes federais americanos em Los Angeles devido a um mandado do México.
Em 29 de novembro de 2010, um juiz de Los Angeles federal negou o pedido de fiança de Beresford-Redman.